# Атлантико (мини-футбольный клуб)
Спортивный и рекреативный клуб Атлантико (порт.-браз. Clube Esportivo e Recreativo Atlântico), также известный как Атлантико Эрешин (порт.-браз. Atlântico Erechim) — бразильский мини-футбольный клуб из города Эрешин, штат Риу-Гранди-ду-Сул.

## История
Спортивное общество было основано 20 сентября 1915 года выходцами из Италии. Первое название — «Итальянское общество взаимопомощи „20 сентября“» (итал. Società Italiana di Mutuo Soccorso XX de Setembre, порт.-браз. Sociedade Italiana de Mútuo Socorro Vinte de Setembro). Аналогичные сообщества существовали также и у немецких и польских иммигрантов.
С 1937 по 1977 годы главным спортивным направлением клуба был футбол. В 1999 году был основан мини-футбольный департамент клуба, который в итоге стал основным в организации. Команда была приглашена с целью выступления в третьем («бронзовом») дивизионе чемпионата штата (порт.-браз. Campeonato Gaúcho de Futsal — Série Bronze). Достойно выступив в турнире, клуб продвинулся в главный («золотой») дивизион чемпионата (порт.-браз. Série Ouro), заняв место другого клуба из Эрешина, ставшего финалистом «серебряной» серии, но отказавшегося от выступлений в главном дивизионе и закрывшего свою мужскую команду. В 2001 команда заняла третье место в турнире.
С 2002 года клуб выступает в Национальной лиге футзала (LNF). 
Первым трофеем клуба стала победа в 2003 году в турнире Copa Max, проходившем в столице Парагвая городе Асунсьон. В финале команда обыграла сборную Парагвая.
В 2005 году клуб впервые вышел в финал Лиги футзала (позднее Национальной лиги, LNF), где уступил в двух матчах «Жарагуа́» с Фалкао в составе.
В 2013 году команда одержала победу в Лиге Юга Бразилии, а позднее стала обладателем Чаши Бразилии, что позволило клубу принять участие в Кубке Либертадорес в следующем году. В преддверии столетия клуба было принято решение организовать финальную часть Кубка в Эрешине, и «Атлантико» смог завоевать континентальный трофей у себя дома, победив в полуфинале «Интелли» из Орландии, штат Сан-Паулу 4:3 и в финале обыграв мини-футбольный «Бока Хуниорс» из Аргентины 3:2.
Победа в главном южноамериканском мини-футбольном турнире дала возможность принять участие в Межконтинентальном кубке 2015 года, который также прошёл в Эрешине в год векового юбилея клуба. На групповом этапе клуб стал вторым из пяти команд, принимавших участие в турнире, уступив только алматинскому «Кайрату» 4:0. Однако в финале «эрешинский петух» при заполненных трибунах «Калдейрана-ду-Галу» обыграл «Кайрат», забив победный гол за 18 секунд до конца дополнительного времени — 3:3 (1:0 доп. вр.).
Во второй раз клуб стал финалистом LNF в 2018 году. Уступив на выезде 6:0 клубу «Пату» из Пату-Бранку, штат Парана́, в домашней игре «Галу» выиграл 4:2. По правилам LNF, в случае победы обеих команд назначалось дополнительное время. Ведя в счёте 1:0, эрешинцы пропустили 2 мяча за минуту и уступили титул.
В 2023 году «Атлантико» в третий раз вышел в финал LNF, где должен был играть против «JEC/Кроны» из Жоинвили, штат Санта-Катарина. Впервые в истории турнира финал разыгрывался по результатам одной игры, а не двух (первой и ответной). За две с половиной минуты до конца матча «Атлантико» проигрывал 0:1, однако в результате розыгрыша пятого полевого вратарь-«гоняла» Виллиан забил гол в ворота своего тёзки Виллиана и сравнял счёт за 27 секунд до конца, а в следующей атаке защита «Кроны» упустила Негиньо на дальней штанге, и за 9 секунд до окончания основного времени он забил победный для «Галу» мяч.

## Достижения
- Чемпион Бразилии: 2023
- Обладатель Кубка Либертадорес: 2014
- Обладатель Межконтинентального кубка: 2015
- Обладатель Кубка (Чаши) Бразилии (2): 2013, 2019
- Обладатель Кубка Бразилии[порт.]: 2024
- Чемпион Суперлиги Бразилии[порт.]: 2013
- Чемпион Лиги Юга Бразилии[порт.]: 2013
- Чемпион Золотой серии штата Риу-Гранди-ду-Сул (3): 2011, 2014, 2016
- Чемпион Серии А Лиги Гауша (2): 2019, 2021
- Обладатель Кубка штата Риу-Гранди-ду-Сул (2): 2023, 2024
- Чемпион турнира Brejeiros da Madrugada (Риу-ду-Сул, Санта-Катарина) (2): 2013, 2014
- Чемпион Copa Max: 2003